# Kino (Software)
Kino ist ein freies Videoschnittprogramm, das auf GTK basiert und unter Betriebssystemen wie Linux, FreeBSD und weiteren Unix-Derivaten lauffähig ist. Das Programm ist vom Funktionsumfang her in etwa mit einer 1.x-Version des Windows Movie Makers vergleichbar; die Exportfunktionen sind jedoch vielfältiger.
Mit Kino können Videofilme, die mit DV-Kameras aufgezeichnet wurden, auf den Rechner überspielt, dort bearbeitet und enkodiert werden. Danach kann zum Beispiel das Video auf eine DVD im MPEG-2-Format übertragen werden. Auch der Export in die Formate Xvid, Theora, DV und WAV (= nur Audio) wird unterstützt. Am 5. August 2013 wurde über die Homepage verkündet, dass das Projekt eingestellt wurde und nicht mehr gepflegt wird.